# Saison WNBA 2009
Navigation
Saison 2008 Saison 2010
La saison WNBA 2009 est la 13e saison de la WNBA. La saison régulière se déroule du 6 juin au 13 septembre 2009. Les playoffs commencent le 16 septembre 2009 et se terminent le 9 octobre 2009, avec le dernier match des finales WNBA remporté par le Mercury de Phoenix aux dépens des Fever de l'Indiana 3 manches à 2. Le Mercury remporte son second titre en trois ans.

## Faits notables
- Le All-Star Game 2009 se déroule le 25 juillet 2009 à la Mohegan Sun Arena à Uncasville, Connecticut. Les All-Stars de l'Ouest battent les All-Stars de l'Est 130 à 118.
- Le 1er décembre 2008, les Comets de Houston, vainqueurs des quatre premiers titres de l'histoire de la WNBA, annoncent leur disparition.
- L'effectif maximum autorisé dans les équipes passe de 13 à 11 joueuses à compter de cette saison.
- Le premier choix de la draft, qui se tient le 9 avril 2009 à Secaucus, (New Jersey) est Angel McCoughtry, sélectionnée par le Dream d'Atlanta.
- Le 1er juin 2009, Donna Orender et David Stern annoncent que le Mercury de Phoenix a signé un accord commercial avec LifeLock. Cet accord doit permettre à la marque LifeLock d'être inscrite sur les uniformes de l'équipe, ainsi que sur leur parquet, parmi d'autres choses. C'est le premier accord de ce type signé dans l'histoire de la WNBA ou de la NBA.
- Le 5 juin 2009, les Sparks de Los Angeles signent un accord similaire avec Farmers Insurance.
- Le 15 juin 2009, après seulement trois rencontres, l'entraîneur et manager général des Shock de Détroit Bill Laimbeer annonce sa démission, après sept ans à la tête de l'équipe. Il est remplacé par Rick Mahorn au poste d'entraîneur et par Cheryl Reeve au poste de manager.
- Le 5 juillet 2009, Candace Parker est de retour sur le terrain, 53 jours après avoir donné naissance à son enfant.
- Le 12 juillet 2009, le GM des Monarchs de Sacramento John Whisenant annonce l'éviction de l'entraîneur Jenny Boucek et qu'il prendra le poste d'entraîneur.
- Le 31 juillet 2009, l'entraîneur du Liberty de New York Pat Coyle est licencié et est remplacé par son adjointe Anne Donovan.
- Le 10 août 2009, Lisa Leslie inscrit son 6 000e point en WNBA. Elle devient la première joueuse à atteindre cette marque en carrière.
- Le 15 août 2009, Lauren Jackson inscrit son 5 000e point en WNBA. Elle devient la quatrième joueuse à atteindre cette marque. Elle est aussi la plus jeune joueuse et la plus rapide à réussir cette performance.
- Le Mercury de Phoenix, avec une moyenne de 92,8 points inscrits par match détiennent la meilleure attaque de l'histoire de la WNBA. Rapportée sur 48 minutes (111,4 points), cette marque dépasse la meilleure moyenne de points de la NBA.
- Le Mercury de Phoenix réalise un pourcentage de 85,5 % de réussite aux lancer-francs. C'est la meilleure moyenne de l'histoire de la WNBA et de la NBA[réf. nécessaire].

Le 25 septembre 2009, Larry Bird achète 9 000 tickets pour la troisième manche de la finale de Conférence Est entre le Fever de l'Indiana et le Shock de Détroit. Les tickets sont offerts aux fans de l'équipe. Il voulait, par cette occasion, apporter un soutien populaire à Indiana, qui n'avait jamais atteint ce stade de la compétition. 18 165 spectateurs sont recensés et le Fever bat le Shock lors de cette rencontre. Le 28 septembre 2009, le manager général des Suns de Phoenix Steve Kerr achète 7 000 tickets pour la première manche des Finales WNBA entre le Mercury de Phoenix et le Fever de l'Indiana. Les tickets sont offerts aux fans de l'équipe. Il voulait, par cette occasion, apporter un soutien populaire à Phoenix, et réitérer l'action de Bird.
Le 29 septembre 2009, Le Mercury bat le Fever 120 à 116 après 2 prolongations, établissant la plus forte marque d'une rencontre WNBA, surpassant la victoire de Mercury 111 à 110 sur les Comets en triple prolongation le 10 août 2006 et la plus forte marque d'une seule équipe déjà détenue par le Mercury avec 115 points lors d'une victoire après prolongation le 13 juin 2009 sur les Monarchs. Cappie Pondexter manque la claquette de la victoire à la fin du quatrième quart-temps, mais marque les derniers points décisifs à la fin de la seconde prolongation.
Les Finales 2009 vont jusqu'à la cinquième manche, remportée 94-89 par le Mercury contre le Fever

## Classement de la saison régulière

### Par conférence
V = victoires, D = défaites, PCT = pourcentage de victoires, GB = retard (en nombre de matchs)
| Équipe                | V  | D  | PCT. | GB |
| --------------------- | -- | -- | ---- | -- |
| Fever de l'Indiana    | 22 | 12 | 66,7 | -  |
| Dream d'Atlanta       | 18 | 16 | 52,9 | 4  |
| Shock de Détroit      | 18 | 16 | 52,9 | 4  |
| Mystics de Washington | 16 | 18 | 47,1 | 6  |
| Sky de Chicago        | 16 | 18 | 47,1 | 6  |
| Sun du Connecticut    | 16 | 18 | 47,1 | 6  |
| Liberty de New York   | 13 | 21 | 38,9 | 9  |

| Équipe                      | V  | D  | PCT. | GB |
| --------------------------- | -- | -- | ---- | -- |
| Mercury de Phoenix          | 23 | 11 | 67,6 | -  |
| Storm de Seattle            | 20 | 14 | 58,8 | 3  |
| Sparks de Los Angeles       | 18 | 16 | 52,9 | 5  |
| Silver Stars de San Antonio | 15 | 19 | 44,1 | 8  |
| Lynx du Minnesota           | 14 | 20 | 41,2 | 9  |
| Monarchs de Sacramento      | 12 | 22 | 35,3 | 11 |

| Qualifié pour les playoffs |

## Playoffs
|  | Premier tour     | Premier tour                | Premier tour |                       |    | Finales de Conférence | Finales de Conférence | Finales de Conférence |  |  | Finales WNBA | Finales WNBA       | Finales WNBA |
|  |                  |                             |              |                       |    |                       |                       |                       |  |  |              |                    |              |
|  | E1               | Fever de l'Indiana          | 2            |                       |    |                       |                       |                       |  |  |              |                    |              |
|  | E4               | Mystics de Washington       | 0            |                       |    |                       |                       |                       |  |  |              |                    |              |
|  | E4               | Mystics de Washington       | 0            |                       | E1 | Fever de l'Indiana    | 2                     |                       |  |  |              |                    |              |
|  | Conférence Est   |                             |              |                       | E1 | Fever de l'Indiana    | 2                     |                       |  |  |              |                    |              |
|  |                  |                             | E3           | Shock de Détroit      | 1  |                       |                       |                       |  |  |              |                    |              |
|  | E2               | Dream d'Atlanta             | E3           | Shock de Détroit      | 1  | 0                     |                       |                       |  |  |              |                    |              |
|  | E2               | Dream d'Atlanta             |              |                       |    | 0                     |                       |                       |  |  |              |                    |              |
|  | E3               | Shock de Détroit            | 2            |                       |    |                       |                       |                       |  |  |              |                    |              |
|  |                  |                             |              |                       |    |                       |                       |                       |  |  | E1           | Fever de l'Indiana | 2            |
|  |                  |                             | W1           | Mercury de Phoenix    | 3  |                       |                       |                       |  |  |              |                    |              |
|  | W1               | Mercury de Phoenix          | 2            |                       |    |                       |                       |                       |  |  |              |                    |              |
|  | W4               | Silver Stars de San Antonio | 1            |                       |    |                       |                       |                       |  |  |              |                    |              |
|  | W4               | Silver Stars de San Antonio | 1            |                       | W1 | Mercury de Phoenix    | 2                     |                       |  |  |              |                    |              |
|  | Conférence Ouest |                             |              |                       | W1 | Mercury de Phoenix    | 2                     |                       |  |  |              |                    |              |
|  |                  |                             | W3           | Sparks de Los Angeles | 1  |                       |                       |                       |  |  |              |                    |              |
|  | W2               | Storm de Seattle            | W3           | Sparks de Los Angeles | 1  | 1                     |                       |                       |  |  |              |                    |              |
|  | W2               | Storm de Seattle            |              |                       |    | 1                     |                       |                       |  |  |              |                    |              |
|  | W3               | Sparks de Los Angeles       | 2            |                       |    |                       |                       |                       |  |  |              |                    |              |

## Leaders de la saison régulière

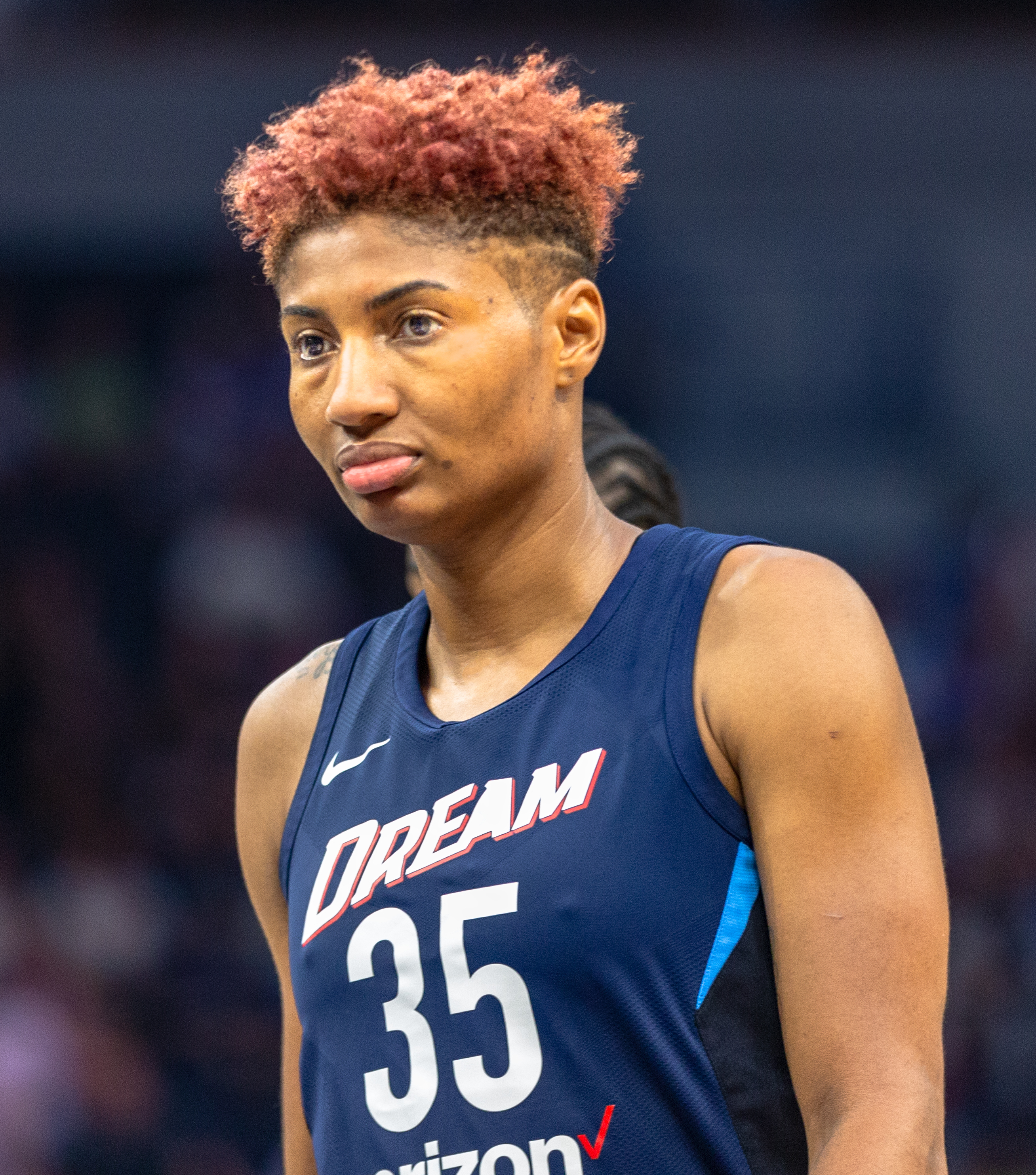
Angel McCoughtry (2018), rookie de l'année.

| Catégorie                  | Joueur           | Équipe                 | Statistiques |
| -------------------------- | ---------------- | ---------------------- | ------------ |
| Points par match           | Diana Taurasi    | Mercury de Phoenix     | 20,4         |
| Rebonds par match          | Candace Parker   | Sparks de Los Angeles  | 9,8          |
| Passes décisives par match | Sue Bird         | Storm de Seattle       | 5,8          |
| Interceptions par match    | Tamika Catchings | Fever de l'Indiana     | 2,9          |
| Contres par match          | Candace Parker   | Sparks de Los Angeles  | 2,1          |
| % aux tirs                 | Sylvia Fowles    | Sky de Chicago         | 59,9 %       |
| % aux lancers francs       | Nicole Powell    | Monarchs de Sacramento | 97,9 %       |
| % à 3 points               | Tangela Smith    | Mercury de Phoenix     | 45,2 %       |

## Récompenses individuelles
| - Meilleure joueuse de la saison : - Meilleure joueuse des Finales : - Rookie de l'année : - Meilleure défenseure de la saison : - Meilleure sixième femme : - Meilleure progression : - Entraîneur de l'année : - Trophée Kim Perrot de la sportivité : | Diana Taurasi (Mercury de Phoenix) Diana Taurasi (Mercury de Phoenix) Angel McCoughtry (Dream d'Atlanta) Tamika Catchings (Fever de l'Indiana) DeWanna Bonner (Mercury de Phoenix) Crystal Langhorne (Mystics de Washington) Marynell Meadors (Dream d'Atlanta) Kara Lawson (Monarchs de Sacramento) |

| - All-WNBA First Team : G Becky Hammon (Silver Stars de San Antonio) F Diana Taurasi (Mercury de Phoenix) F Cappie Pondexter (Mercury de Phoenix) F Tamika Catchings (Fever de l'Indiana) C Lauren Jackson (Storm de Seattle) | - All-WNBA Second Team : G Deanna Nolan (Shock de Détroit) G Katie Douglas (Fever de l'Indiana) F Candace Parker (Sparks de Los Angeles) F Sophia Young (Silver Stars de San Antonio) C Lisa Leslie (Sparks de Los Angeles) |

| - WNBA All-Defensive First Team : G Tully Bevilaqua (Fever de l'Indiana) G Tanisha Wright (Storm de Seattle) F Tamika Catchings (Fever de l'Indiana) F Nicky Anosike (Lynx du Minnesota) C Lauren Jackson (Storm de Seattle) | - WNBA All-Defensive Second Team : G Deanna Nolan (Shock de Détroit) G Alana Beard (Mystics de Washington) G Angel McCoughtry (Dream d'Atlanta) F Candace Parker (Sparks de Los Angeles) F Sancho Lyttle (Dream d'Atlanta) C Lisa Leslie (Sparks de Los Angeles) |

| - WNBA All-Rookie First Team : Renee Montgomery (Lynx du Minnesota) Shavonte Zellous (Shock de Détroit) Marissa Coleman (Mystics de Washington) Angel McCoughtry (Dream d'Atlanta) DeWanna Bonner (Mercury de Phoenix) |